# Gombernyő
A gombernyő (Sanicula europaea) az ernyősvirágzatúak (Apiales) rendjébe, az zellerfélék (Apiaceae) családjába tartozó növényfaj. Európa, Észak-Afrika és Nyugat-Ázsia nyirkos, sziklás erdőiben fordul elő. Magyarországon bükk és gyertyánelegyes erdőkben gyakori. Egyéb elnevezései: gombernyőfű, európai gombernyő, erdei gombernyő, régies nevei: patikai szaniczor, szánikula, törő zsányik, berzengő mag.

## Leírása
Lágy szárú, évelő növény (a Raunkiær-féle életforma-osztályozás szerint hemikryptophyta), felálló, gyakran elágazó szára 20–60 cm magasra nő. Sötétzöld levelei főként tőállóak, tenyeresen szeldeltek. A 3-5 levélhasáb rombos-visszás tojásdad, szeldelt, élük durván fűrészelt, sertében végződő. Május-június körül virágzik. Végálló, összetett ernyővirágzatot alkot, 2-5 tömött, kb. fél-egy cm széles, félgömb formájú fehér, ritkán rózsaszín ernyőcskével. Az ernyőknek és az ernyőcskéknek is vannak fellevelei (gallér, gallérka). Az ernyő közepén hímnős, szélén a porzós virágok nyílnak – itt a porzószálak hosszan kicsüngenek a virágból.
Horgas szőrrel fedett ikerkaszattermését állatok terjesztik (epizoochoria).

## Hatóanyagok
Szanikulozidokat (triterpén-szaponinokat), cserzőanyagokat tartalmaz.

## Felhasználása
Szaponintartalma miatt enyhe köptető, illetve hánytató hatása van. A népi gyógyászat belsőleg légúti hurutok, gyomor- és bélbetegségek kezelésére, szájüreg- vagy garatgyulladásra öblögetőszerként használja. Bőrkiütések, zúzódások kezelésére borogatásként vagy lemosószerként használható. A homeopátiás orvoslás hasmenéses megbetegedések ellen alkalmazza.